# Bole-Tangaletalen
De Bole-Tangaletalen vormen volgens de Ethnologue subgroep  A.2 binnen de West-Tsjadische talen. Ze worden verder onderverdeeld in Bole-Karekare talen en Tangale talen. Bole-Tangaletalen worden gesproken in Nigeria.